# Höjdhopp för damer vid inomhusvärldsmästerskapen i friidrott 2022
Damernas höjdhopp vid inomhusvärldsmästerskapen i friidrott 2022 hölls den 19 mars 2022 på Štark arena i Belgrad i Serbien. 12 tävlande från 10 nationer deltog. 
Jaroslava Mahutjich från Ukraina vann guldet efter ett världsårsbästa på 2,02 meter. Silvermedaljen togs av australiska Eleanor Patterson som hoppade 2,00 meter, vilket blev ett nytt oceaniskt inomhusrekord och bronset gick till Nadezjda Dubovitskaja från Kazakstan som hoppade 1,98 meter och tangerade det asiatiska inomhusrekordet.

## Resultat
Finalen startade klockan 11:05.
| Placering | Idrottare             | Nationalitet   | 1,84 m | 1,88 m | 1,92 m | 1,95 m | 1,98 m | 2,00 m | 2,02 m | 2,04 m | Resultat | Noteringar |
| --------- | --------------------- | -------------- | ------ | ------ | ------ | ------ | ------ | ------ | ------ | ------ | -------- | ---------- |
| 1         | Jaroslava Mahutjich   | Ukraina        | –      | o      | x o    | o      | o      | x o    | o      | x      | 2,02 m   | 0VB0       |
| 2         | Eleanor Patterson     | Australien     | o      | o      | o      | o      | x o    | o      | x –    | x      | 2,00 m   | 0AR0       |
| 3         | Nadezjda Dubovitskaja | Kazakstan      | o      | o      | o      | o      | o      | x      |        |        | 1,98 m   | 0=AR0      |
| 4         | Marija Vuković        | Montenegro     | x o    | o      | x o    | o      | x      |        |        |        | 1,95 m   |            |
| 5         | Iryna Herasjtjenko    | Ukraina        | o      | o      | o      | x      |        |        |        |        | 1,92 m   |            |
| 6         | Elena Vallortigara    | Italien        | o      | o      | x o    | x      |        |        |        |        | 1,92 m   | 0SB0       |
| 6         | Safina Sadullayeva    | Uzbekistan     | o      | o      | x o    | x      |        |        |        |        | 1,92 m   |            |
| 8         | Mirela Demireva       | Bulgarien      | o      | o      | x      |        |        |        |        |        | 1,88 m   |            |
| 9         | Angelina Topić        | Serbien        | o      | x o    | x      |        |        |        |        |        | 1,88 m   |            |
| 10        | Svetlana Radzivil     | Uzbekistan     | x o    | x      |        |        |        |        |        |        | 1,84 m   |            |
| 10        | Emily Borthwick       | Storbritannien | x o    | x      |        |        |        |        |        |        | 1,84 m   |            |
| 12        | Rachel McCoy          | USA            | x o    | x      |        |        |        |        |        |        | 1,84 m   |            |